# Relais 4 × 400 mètres masculin aux Jeux olympiques d'été de 2008
Navigation
Athènes 2004 Londres 2012
L'épreuve du relais 4 × 400 m masculin aux Jeux olympiques de 2008 a eu lieu le 22 pour les séries et le 23 août 2008 pour la finale, dans le Stade national de Pékin.

## Records
Avant cette compétition, les records dans cette discipline étaient les suivants :
| Record du monde  | 2 min 54 s 29 | Valmon-Watts-Reynolds-Johnson | États-Unis | 22 août 1993 | Stuttgart |
| Record olympique | 2 min 55 s 74 | Valmon-Watts-Johnson-Lewis    | États-Unis | 8 août 1992  | Barcelone |

## Médaillés
| Or                                        | Argent                              | Bronze                                                                             |
| États-Unis Merritt-Taylor-Neville-Wariner | Bahamas Bain-Mathieu-Williams-Brown | Russie Dyldin-Frolov-Kokorin-Alekseyev Grande-Bretagne Steele-Tobin-Bingham-Rooney |

## Résultats

### Finale (23 août)
| Rang | Pays            | Athlète                                                            | Temps              |
| ---- | --------------- | ------------------------------------------------------------------ | ------------------ |
| 1    | États-Unis      | LaShawn Merritt Angelo Taylor David Neville Jeremy Wariner         | 2 min 55 s 39 (RO) |
| 2    | Bahamas         | Andretti Bain Michael Mathieu Andrae Williams Chris Brown          | 2 min 58 s 03 (SB) |
| -    | Russie          | Maksim Dyldin Vladislav Frolov Anton Kokorin Denis Alekseyev       | 2 min 58 s 06 (RN) |
| 3    | Grande-Bretagne | Andrew Steele Robert Tobin Michael Bingham Martyn Rooney           | 2 min 58 s 81 (SB) |
| 4    | Belgique        | Kévin Borlée Jonathan Borlée Cédric Van Branteghem Arnaud Ghislain | 2 min 59 s 37 (RN) |
| 5    | Australie       | Sean Wroe John Steffensen Clinton Hill Joel Milburn                | 3 min 00 s 02 (SB) |
| 6    | Pologne         | Rafal Wieruszewski Piotr Klimczak Piotr Kedzia Marek Plawgo        | 3 min 00 s 32 (SB) |
| 7    | Jamaïque        | Michael Blackwood Ricardo Chambers Sanjay Ayre Lanceford Spence    | 3 min 01 s 45      |

### Séries (22 août)
| Rang | Pays           | Athlète                                                            | Temps                |
| ---- | -------------- | ------------------------------------------------------------------ | -------------------- |
| 1    | États-Unis     | David Neville Kerron Clement Reggie Witherspoon Angelo Taylor      | 2 min 59 s 98 Q      |
| 2    | Russie         | Maksim Dyldin Vladislav Frolov Anton Kokorin Denis Alekseyev       | 3 min 00 s 14 Q (RN) |
| 3    | Belgique       | Cedric van Branteghem Jonathan Borlée Arnaud Ghislain Kévin Borlée | 3 min 00 s 67 Q (RN) |
| 4    | Australie      | Joel Milburn Mark Ormrod John Steffensen Clinton Hill              | 3 min 00 s 68 q (SB) |
| 5    | Pologne        | Marek Plawgo Piotr Klimczak Piotr Kedzia Rafal Wieruszewski        | 3 min 00 s 74 q (SB) |
| 6    | Afrique du Sud | Pieter Smith Ofentse Mogawane Alwyn Myburgh L. J. van Zyl          | 3 min 01 s 26 (SB)   |
| 7    | Cuba           | Yunier Pérez Yunior Díaz William Collazo Omar Cisnero              | 3 min 02 s 24        |
| 8    | France         | Teddy Venel Idrissa M'Barke Brice Panel Richard Maunier            | 3 min 03 s 19        |

| Rang | Pays                   | Athlète                                                                                | Temps                |
| ---- | ---------------------- | -------------------------------------------------------------------------------------- | -------------------- |
| 1    | Royaume-Uni            | Andrew Steele Robert Tobin Michael Bingham Martyn Rooney                               | 2 min 59 s 33 Q (SB) |
| 2    | Bahamas                | Michael Mathieu Avard Moncur Ramon Miller Andrae Williams                              | 2 min 59 s 88 Q (SB) |
| 3    | Jamaïque               | Michael Blackwood Allodin Fothergill Sanjay Ayre Ricardo Chambers                      | 3 min 00 s 09 Q (SB) |
| 4    | Allemagne              | Simon Kirch Kamghe Gaba Ruwen Faller Bastian Swillims                                  | 3 min 03 s 49        |
| 5    | Trinité-et-Tobago      | Ato Stephens Jovon Toppin Cowin Mills Stann Waithe                                     | 3 min 04 s 12 (=SB)  |
| 6    | Japon                  | Mitsuhiro Abiko Dai Tamesue Yoshihiro Horigome Kenji Narisako                          | 3 min 04 s 18 (SB)   |
| 7    | Grèce                  | Stilianós Dimótsios Dimítrios Grávalos Padeleímon Melahrinoúdis Konstadínos Anastasíou | 3 min 04 s 30 (SB)   |
| 8    | République dominicaine | Carlos Santa Arismendy Peguero Pedro Mejia Yoel Tapia                                  | 3 min 04 s 31 (SB)   |

## Légende
Records et Performances
- AR : Record continental (area record)
- CR : Record des championnats (championship record)
- MR : Record du meeting (meet record)
- NR : Record national (national record)
- OR : Record olympique (olympic record)
- PR : Record paralympique (paralympic record)
- PB : Record personnel (personal best)
- SB : Meilleure performance personnelle de la saison (season's best)
- WL : Meilleure performance mondiale de l'année (world leader)
- WJR : Record du monde junior (world junior record)
- WR : Record du monde (world record)

Circonstances et Conditions
- DNF : N'a pas terminé (did not finish)
- DNS : N'a pas pris le départ (did not start)
- DQ : Disqualification (disqualification)
- NM : Aucun essai valable enregistré (No Mark)
- Q : Qualifié « directement » au prochain tour (ou à la prochaine compétition), lors d'une compétition majeure, grâce au classement ou à la réalisation des minima (automatic qualifier)
- q : Qualifié au prochain tour (ou à la prochaine compétition), lors d'une compétition majeure, grâce au repêchage ou à la réalisation de l'une des meilleures performances parmi celles des « non qualifiés directement » (grâce au meilleur temps ou à la meilleure distance par exemple) (secondary qualifier)